# Ivorra
Ivorra est une municipalité de la province espagnole de Lérida, dans le nord du comté catalan de Segarra.

## Géographie
Situé au centre de la Catalogne, Ivorra est à 65 km à l'est de Lérida, à 75 km au nord-ouest de Barcelone et à 85 km au sud d'Andorre.

## Lieux et monuments
- Église Saint-Cucufa (ca).
- Tour, vestige du château d'Ivorra (ca).
- Église Sainte-Marie (ca).

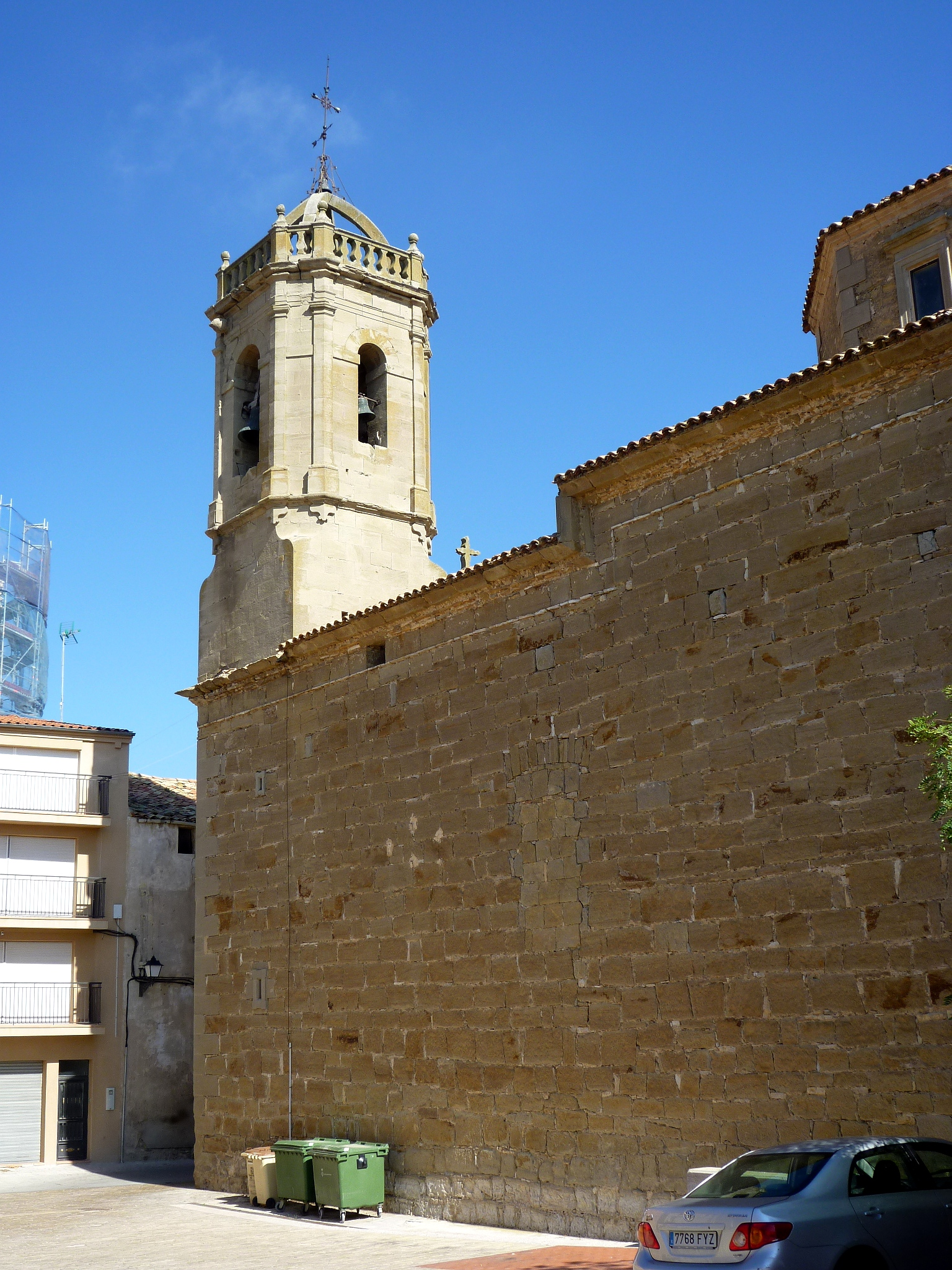
L'église Saint-Cucufa.
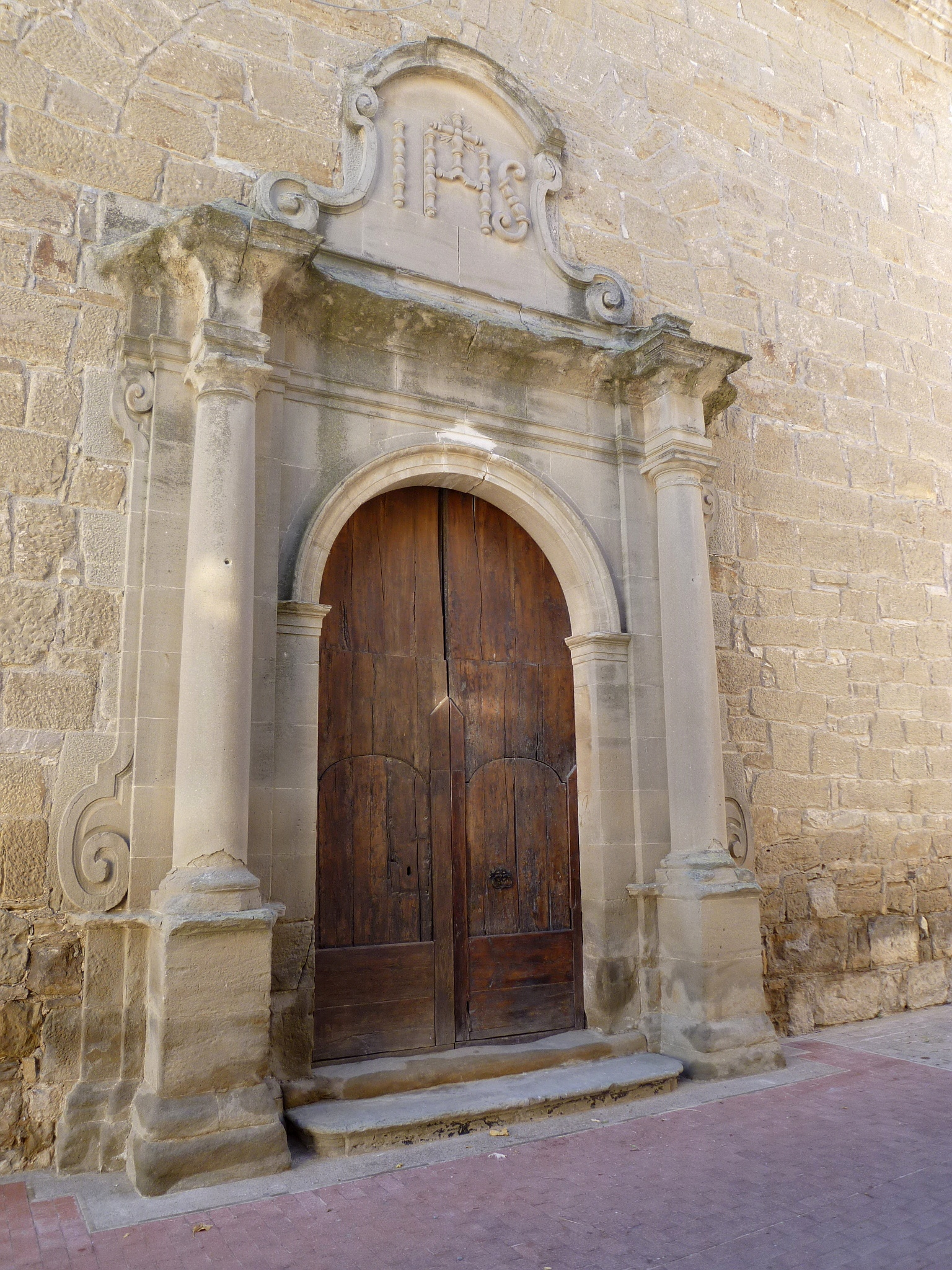
Le portail de l'église Saint-Cucufa.
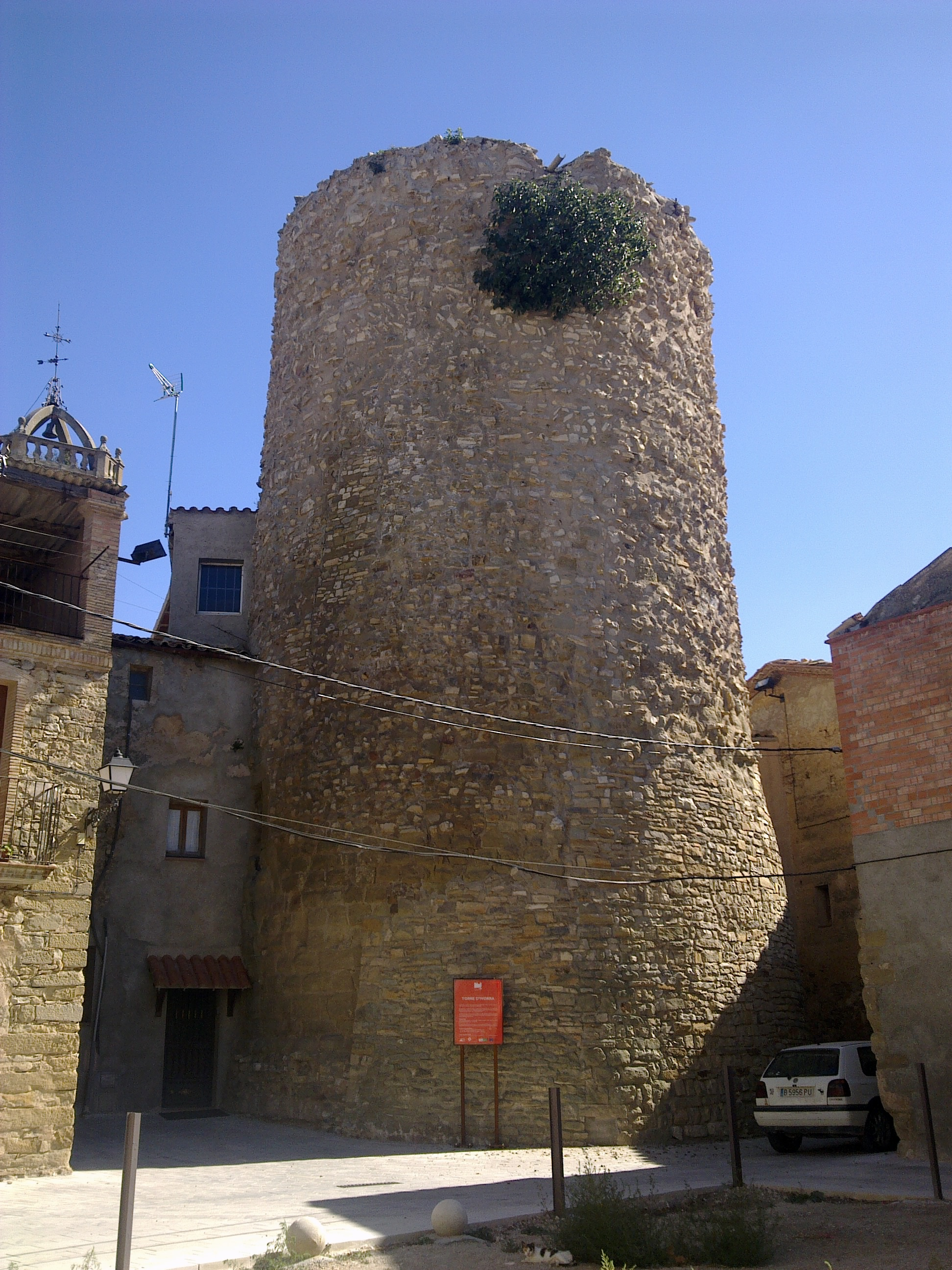
La tour.
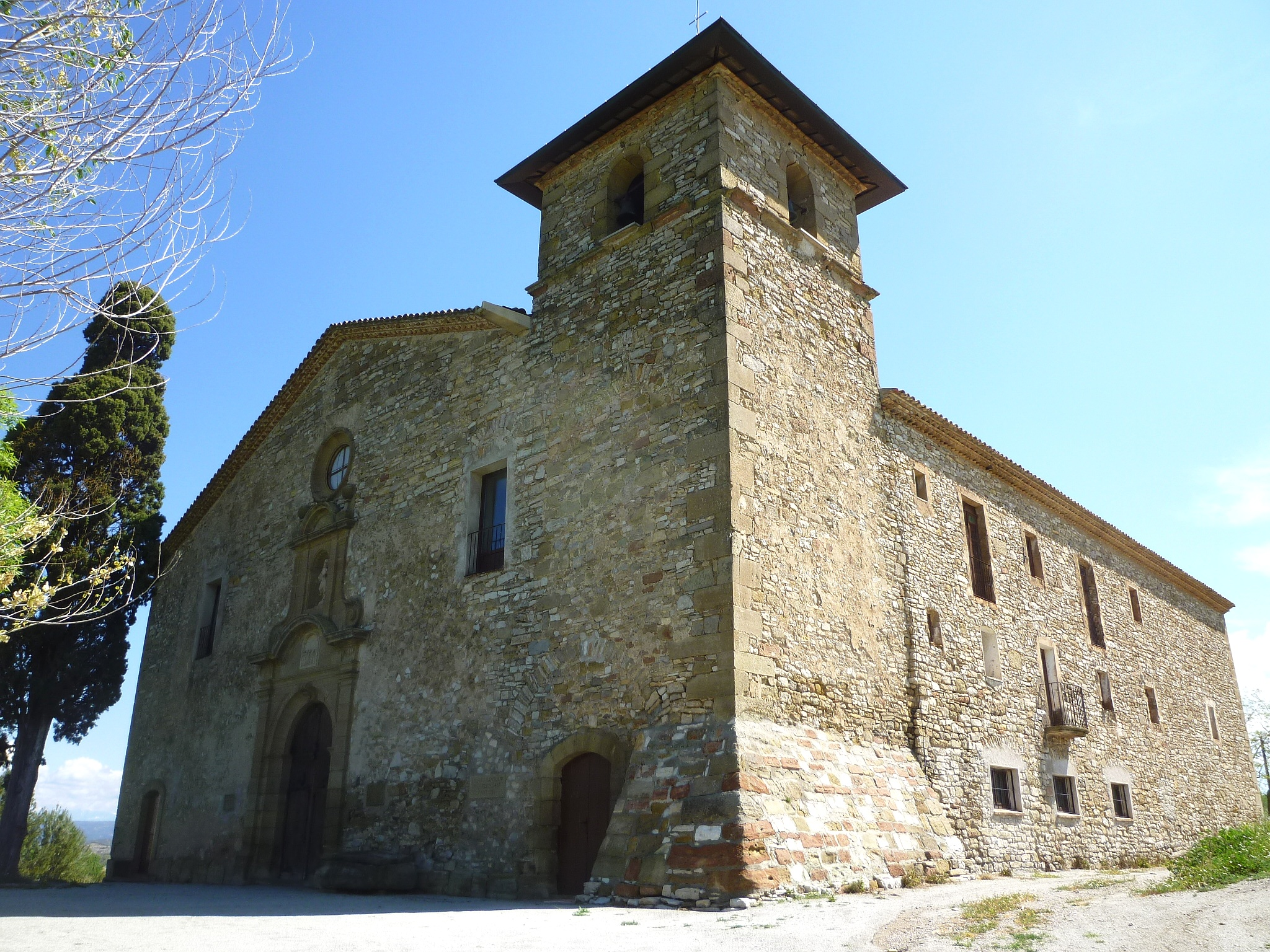
L'église Sainte-Marie.